# Lithax atratulus
Lithax atratulus is een fossiele soort schietmot uit de familie Goeridae.